# Richard Heber
Richard Heber (Londra, 5 gennaio 1773 – 4 ottobre 1833) è stato un filologo inglese.
La sua vita è indissolubilmente legata alla sua ossessione: il collezionismo librario, tanto che è ricordato come un raro caso di bibliomania infantile.
Fu un accumulatore compulsivo, grazie anche all'ingente patrimonio familiare che aveva a disposizione: il padre Reginald era infatti un ricco possidente terriero. 
Già alla tenera età di 8 anni Richard partecipava alle aste bibliofile e lanciava le sue offerte. 
A dieci anni sapeva distinguere legature di pregio e a dodici era già uno dei più importanti collezionisti del suo paese.
Nel 1792, all'età di diciannove anni, curò una ricca edizione di Silio Italico.  
Continuò instancabilmente a raccogliere volumi e manoscritti, divenendo fanatico delle copie multiple: una per sé, una da prestare e una da mostrare. 
Morì nel 1833 all'età di 59 anni, dopo aver sperperato tutto il patrimonio paterno e aver accumulato oltre 300 000 libri, distribuiti nelle varie dimore che possedeva, traboccanti di volumi d'ogni tipo. 
Finì tutto all'asta, una vendita che durò 216 giorni e si tenne tra Parigi, Londra e Gand.